# Musée d'Art contemporain d'Hiroshima
Le musée d'art contemporain d'Hiroshima (広島市現代美術館) situé dans le parc Hijiyama d'Hiroshima a été créé en 1989. Le bâtiment est l'œuvre de l'architecte Kisho Kurokawa.

## Œuvres des collections
| Œuvre                               | Artiste                |
| ----------------------------------- | ---------------------- |
| The Arch, Atom Piece                | Henry Moore            |
| Flower Garden                       | Oscar Oiwa             |
| Akino Tsubasa                       | Kiichi Sumikawa (ja)   |
| Tea time in the midnight            | Akinori Sako           |
| Marilyn                             | Andy Warhol            |
| Raqqa I, Talladega Three II         | Frank Stella           |
| untitled                            | Donald Judd            |
| Wine                                | Morris Louis           |
| Sakanano Atama (The head of a Fish) | Aimitsu                |
| Fukugo gattai 401 Hiroshima         | Saito Yoshishige       |
| Dome                                | Isamu Wakabayashi (ja) |

## Référence
- (en) Cet article est partiellement ou en totalité issu de l’article de Wikipédia en anglais intitulé « Hiroshima City Museum of Contemporary Art » (voir la liste des auteurs).